# Аквапорин 2

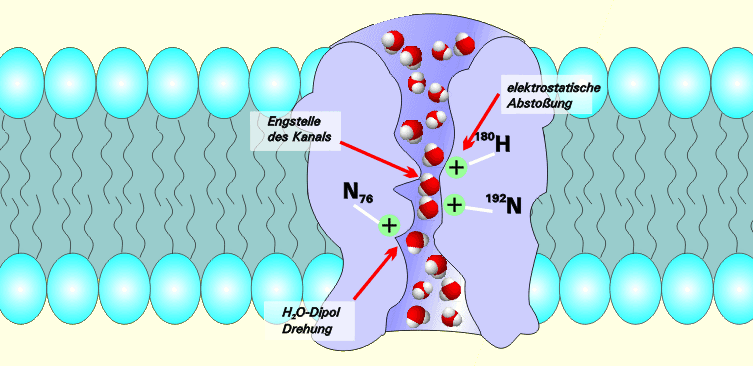
Схематическое изображение движения воды через канал аквапорина

Аквапорин 2 — белок собирательных трубочек почек, формирующий поры для переноса воды в мембранах клеток. Может находиться на мембранах апикальной части клеток и во внутриклеточных везикулах. В организме человека кодируется геном AQP2, расположенным на 12-й хромосоме.

## Регуляция
Это единственный аквапорин, регуляция которого осуществляется при помощи гормона вазопрессина.
Регуляция аквапорина 2 вазопрессином бывает двух видов:
- быстрая регуляция (минуты) осуществляется путём доставки везикул с аквапорином в апикальную часть клетки, где они сливаются  цитоплазматической мембраной
- длительная регуляция (дни) реализуется путём увеличения экспрессии гена аквапорина 2

Также уровень аквапорина регулируется приемом пищи. Голодание снижает экспрессию аквапорина независимо от вазопрессина (антидиуретического гормона).

## Клиническое значение
Мутации в гене аквапорина 2 ассоциированы с развитием нефрогенного несахарного диабета. Заболевание может носить как аутосомно-доминантный, так и аутосомно-рецессивный характер наследования. Литий, используемый для лечения биполярного аффективного расстройства, может вызвать снижение экспрессии гена аквапорина 2. Это приводит к резкому увеличению диуреза.